# Borisowka
Borisowka – osiedle typu miejskiego w Rosji, w obwodzie biełgorodzkim. W 2010 roku liczyło 13 896 mieszkańców.